# Melanie Wallis
Melanie Wallis (ur. 17 sierpnia 1994) – australijska judoczka.
Uczestniczka mistrzostw świata w 2017 i 2018. Startowała w Pucharze Świata w latach 2014-2019. Zdobyła trzy medale mistrzostw Oceanii w latach 2010 - 2018. Mistrzyni Australii w 2014, 2015 i 2018 roku.